# Таратухин, Андрей Сергеевич
Андре́й Серге́евич Тарату́хин (рум. Andrei Taratukhin; род. 22 февраля 1983, Омск) — российский, затем румынский хоккеист, центральный нападающий. Мастер спорта России международного класса.

## Биография
Родился 22 февраля 1983 года в Омске. Окончил Сибирский государственный университет физической культуры и спорта.
Воспитанник детско-юношеской школы омского «Авангарда» В профессиональном хоккее — с 1999 г. Начал выступления в молодежной команде омского «Авангарда» в возрасте 16 лет. Чемпион России среди юношей (1999). С сезона 2002/03 — в составе омского «Авангарда». В качестве молодого игрока (в заявке — сверх лимита) провел 21 матч в регулярном чемпионате и 7 в плей-офф, где и открыл счет голам в высшем эшелоне российского хоккея. В то же время сочетал игры с выступлениями за фарм-клуб. В следующем чемпионском для «Авангарда» сезоне в основе провёл лишь 8 матчей. Играл в челябинском «Мечеле».
В 2004 году переехал в Уфу, играл там год. В 2005 году стал игроком ярославского «Локомотива». Из Ярославля попал и в главную сборную России не только на матчи Евротура, но и на Олимпиаду. На играх в Турине провёл 5 матчей.
В сезоне 2005/06 выиграл хоккейный Евротур.
Играет за фарм-клуб «Калгари Флеймз» — команду АХЛ «Омаха Ак-Сар-Бен Найтс». В 80 матчах набрал 60 очков (17+43).
С 1 сентября 2007 года выступал в клубе «Салават Юлаев». Чемпион России 2008.
В сезоне 2008/09 привлекался на один из этапов Евротура.
Обладатель Кубка Гагарина сезона 2010/2011. Всего в Уфе провел пять лет, в последнем из них, 2011-12, его преследовали травмы и он провел лишь 10 матчей.
Летом 2012 г. подписал контракт сроком на год с «Авангардом». Провел 56 матчей, набрав 7 очков (2+5), включая плей-офф. Финалист Кубка Гагарина. 15 июля 2013 года покинул клуб.
В сезонах 2000, 2003, 2004, 2013 провел за «Авангард» 94 матча, забросил три шайбы.
В высшем дивизионе российского хоккея провел 507 матчей, забросил 64 шайбы, сделал 100 передач, набрал 469 минут штрафа.
С 2017 года игрок клуба «Чиксереда» из Румынии. В январе 2019 года получил гражданство Румынии.
В 2021 году подписал контракт с хоккейным «Фюссен» (Германия).

## Семья
Жена Дарья, дети — близнецы Александр и Мария. В 2017 году родился сын Иван.

## Статистика
| Легенда | Легенда                    | Легенда | Легенда                   | Легенда | Легенда    |
| ------- | -------------------------- | ------- | ------------------------- | ------- | ---------- |
| И       | Количество проведённых игр | Штр     | Штрафное время            | +/−     | Плюс-минус |
| Г       | Голы                       | П       | Голевые передачи          | О       | Очки       |
| -       | Статистика неизвестна      | —       | Статистика не учитывалась |         |            |

### Клубная карьера
- a В «Плей-офф» учитывается статистика игрока в Кубке Надежды.

## Достижения

### Командные
Россия
| Год  | Команда       | Достижение     | Достижение |
| ---- | ------------- | -------------- | ---------- |
| 2008 | Салават Юлаев | Чемпион России |            |

Румыния
| Год        | Команда   | Достижение      | Достижение |
| ---------- | --------- | --------------- | ---------- |
| 2018, 2022 | Чиксереда | Чемпион Румынии |            |

КХЛ
| Год  | Команда       | Достижение                | Достижение |
| ---- | ------------- | ------------------------- | ---------- |
| 2010 | Салават Юлаев | Бронзовый призёр КХЛ      |            |
| 2011 | Салават Юлаев | Обладатель Кубка Гагарина |            |

Сборная
| Год        | Команда         | Достижение                                 | Достижение |
| ---------- | --------------- | ------------------------------------------ | ---------- |
| 2001       | Россия (юниор.) | Победитель юниорского чемпионата мира      |            |
| 2002, 2003 | Россия (мол.)   | Победитель молодёжного чемпионата мира (2) |            |